# Elizabeth Nyamayaro

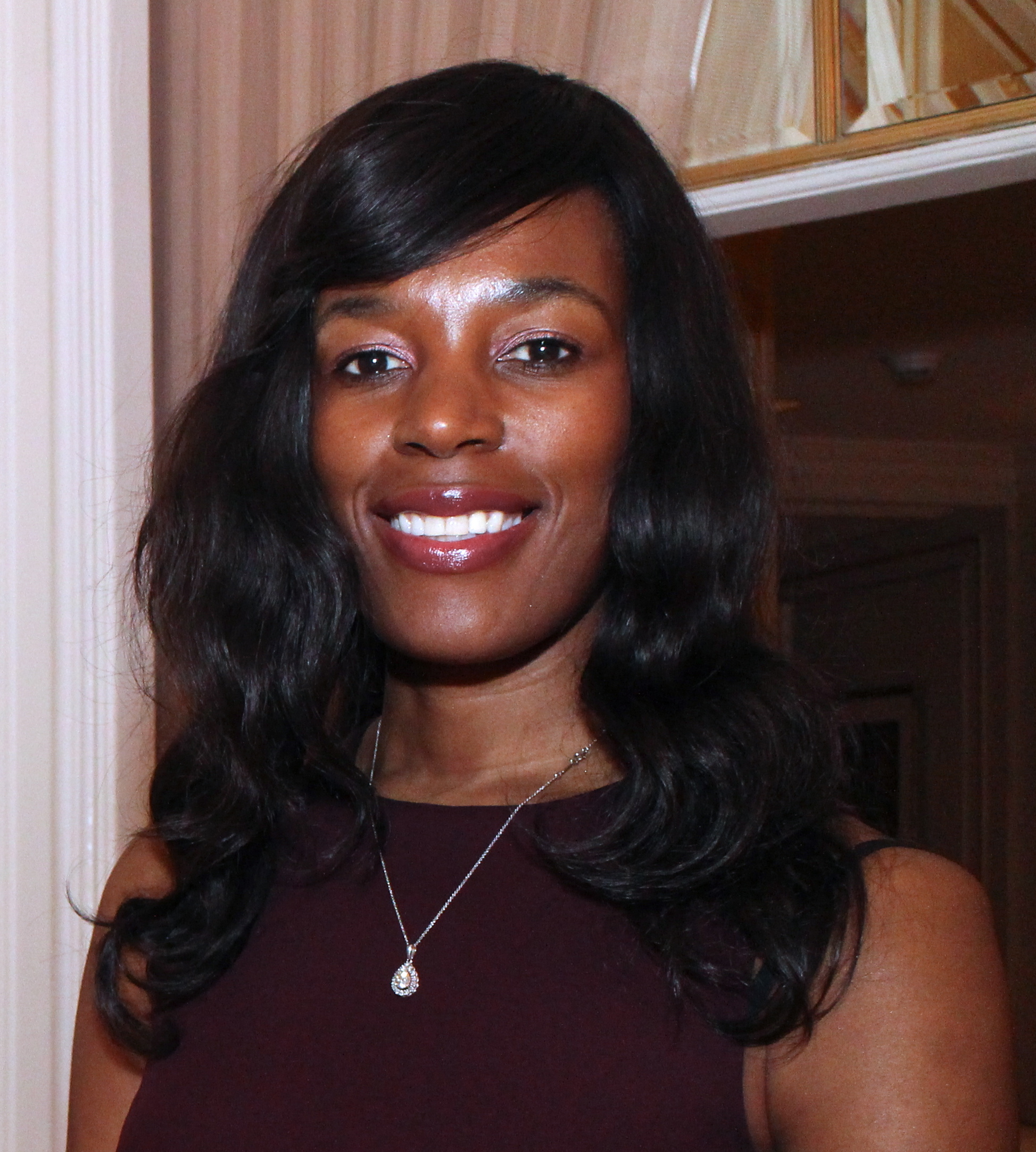
Elizabeth Nyamayaro (2013)

Elizabeth Nyamayaro (* 15. August 1975) ist eine Politologin, ehemalige Beraterin bei der Vereinten Nationen und ehemalige Geschäftsführerin von UN Women. Nyamayaro war mitverantwortlich für HeForShe, eine gemeinnützige Solidaritätskampagne von UN Women, die sich weltweit für Frauenrechte sowie die Gleichstellung von Männern und Frauen engagiert. 2021 wurde sie zur Sonderberaterin
(Special Advisor) für das United Nations World Food Programme (WFP) ernannt.

## Leben
Nyamayaro wurde in Sambia als eines von vier Kindern geboren. Sie wuchs bei ihrer Großmutter in einem kleinen Dort in Simbabwe auf, das schwer von den Folgen von AIDS und Hunger getroffen war. Nach einer schweren Dürre, das ihr Dorf in einer schweren Hungerkrise zurückließ, traf Nyamayaro durch eine Frau in blauer Uniform, die ihr Essen gab, zum ersten Mal auf UNICEF. Nach dieser Erfahrung setzte sie es sich zum Lebensziel selbst für die United Nations zu arbeiten und anderen zu helfen. Ihre Eltern und Geschwister zogen nach Harare, um dort nach Arbeit und Chancen zu suchen, während sie bei ihrer Großmutter blieb. Als sie 10 war, zog sie gegen ihren Willen zu ihrer Mutter und ihren Geschwistern nach Harare, half dort bei der Arbeit und im Haushalt. Durch die Unterstützung ihres Onkels und ihrer Tante konnte sie während dieser Zeit aber eine britische Privatschule besuchen. Diese Zeit war sehr prägend.
Sie verließ Zimbabwe mit 21, um nach London zu ziehen mit dem Wunsch für die UN zu arbeiten. Mit harter Arbeit schaffte sie es schließlich das Notting Hill Gate, College London zu besuchen und sich Stück für Stück ihren Traum zu erkämpfen. Später zog sie erst nach Genf und dann nach New York.
In den letzten 15 Jahren hat Nyamayaro für UNAIDS, die Weltgesundheitsorganisation und die Weltbank gearbeitet. Dort arbeitete sie für verschiedene Hilfs- und Förderprogramme, die sie nach Afrika, Ostasien und Osteuropa führten.
Im Mai 2015, Nyamayaro hielt einen TED Talk für TEDWomen mit dem Titel „An invitation to men who want a better world for women.“ Dieser wurde über 1.400.000 mal angesehen.
2021 veröffentlichte sie eine Selbstbiografie mit dem Titel A Girl from Africa.
Nyamayaro ist eine Verfechterin der Ubuntu (Philosophie) und eine Kämpferin für Frauenrechte.

## Nominierung
- Nominiert für den „New African Woman Award in Civil Society“[10]

## Werke
- A Girl from Africa.